# Východní Washington
Východní Washington je východní část amerického státu Washington, která leží východně od Kaskádového pohoří. Nachází se zde Spokane, což je druhé největší město státu, velká metropolitní oblast Tri-Cities, protéká tudy řeka Columbia, na které leží přehrada Grand Coulee a také zde leží Hanfordská nukleární rezervace a úrodná zemědělská půda údolí řeky Yakima a zemědělské oblasti Palouse.

## Statut
V minulosti se objevily pokusy o odtržení regionu od státu Washington a vytvoření 51. státu Spojených států, které ale po navržení státní legislatuře neprošly moc daleko. Nedávné návrhy proběhly v letech 1996, 1999 a 2005. Navrhovaná jména státu byla Lincoln, Columbia nebo jednoduše Východní Washington a stát měl většinou zahrnovat také region Idažský pás.

## Geografie

### Důležitá města
- Spokane
- Yakima
- Spokane Valley
- Kennewick
- Pasco
- Richland
- Wenatchee
- Walla Walla
- Pullman
- Moses Lake
- Ellensburg
- Sunnyside
- East Wenatchee
- West Richland
- Cheney

### Chráněná území
- Colvillský národní les
- Národní les Idaho Panhandle
- Národní les Kaniksu
- Okanoganský národní les
- Umatillský národní les
- Wenatcheejský národní les
- Národní památka Hanford Reach

## Počet obyvatel
V porovnání se západním Washingtonem má východní Washington dvojnásobnou rozlohu, ale pouze třetinu počtu obyvatel. Odhadovaný počet obyvatel v roce 2004 byl 1 371 802.

## Vzdělávací instituce

### Státní
- Central Washington University
- Eastern Washington University
- Washington State University
- Big Bend Community College
- Columbia Basin College
- Spokane Community College
- Spokane Falls Community College
- Wenatchee Valley College
- Yakima Valley Community College

### Soukromé
- Gonzaga University
- Heritage University
- Whitman College
- Whitworth University